# 克里尼奇基區

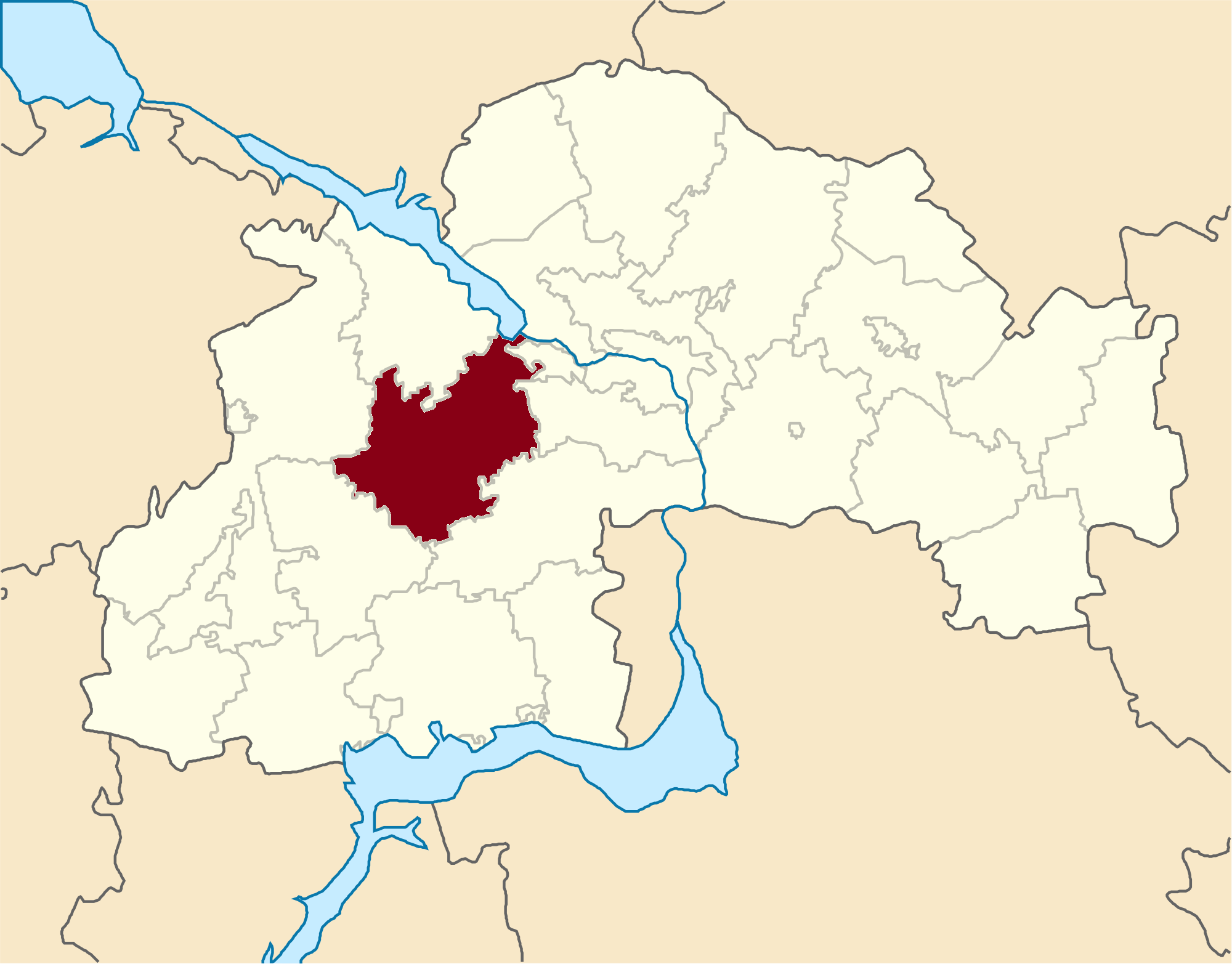

48°21′46″N 34°27′40″E / 48.36278°N 34.46111°E
克里尼奇基區（烏克蘭語：Криничанський район），是烏克蘭的一個區，位於該國中部，由第聶伯羅彼得羅夫斯克州負責管轄，首府設於克里尼奇基，面積1,684平方公里，2013年人口36,041，人口密度每平方公里21人。